# 納陳
納陳，按陳之子，丁巳年（1257年）襲萬戶，奉旨伐宋，攻釣魚山。又隨元世祖南涉淮河，攻下大清口，獲船百餘艘。又率兵平定山東濟、兗、單等州。中統二年（1261年），與諸王一同北伐阿里不哥，納陳子哈海、脫歡、斡羅陳等十人隨行，在失木魯與阿里不哥部下八兒哈八兒思等人大戰，向北追至孛羅克禿再戰，斬首萬級。
納陳死後葬於末懷禿，由兒子斡羅陳襲萬戶。